# Katastrofa kolejowa w Barwałdzie Średnim
Katastrofa kolejowa w Barwałdzie Średnim – czołowe zderzenie pociągu osobowego E383 relacji Zakopane – Kraków z niemieckim pociągiem wojskowym na szlaku Kalwaria Zebrzydowska – Klecza Górna, do którego doszło 24 listopada 1944 roku, między godziną 15:15 a 15:20 w Barwałdzie Średnim, powiat wadowicki (wówczas dystrykt krakowski Generalnego Gubernatorstwa, Polska pod okupacją III Rzeszy).
Katastrofa ta jest jednym z dwóch najtragiczniejszych wypadków udokumentowanych w polskim kolejnictwie. Zginęło w niej co najmniej 60 osób, część relacji podaje liczbę 130 lub 134 ofiar.
Okoliczności katastrofy znane są praktycznie z tylko jednego źródła. Opracowania, które powstały później, nie uzupełniają wiedzy dotyczącej jej przyczyn. Nie zachowała się żadna fotografia z miejsca wypadku, brak również dokumentacji z prowadzonego śledztwa. Zdaniem prof. Andrzeja Nowakowskiego, akta dotyczące katastrofy mogą wciąż znajdować się w niemieckich archiwach. Może to być największa katastrofa w dziejach polskiej kolei (pod względem liczby ofiar), jednak wojenne okoliczności nie pozwalają na zweryfikowanie tej hipotezy. Samo wydarzenie pozostawało niemal zapomniane przez pół wieku.

## Charakterystyka katastrofy

### Pociągi biorące udział w zdarzeniu
- pospieszny pociąg osobowy E383 relacji Zakopane – Kraków, przeładowany i wypełniony Polakami, złożony z 2- lub 3-osiowego wagonu bagażowego, dwóch starych, drewnianych wagonów 2-osiowych III klasy z otwartymi pomostami i trzech stalowych wagonów 4-osiowych „nur für Deutsche”, prowadzony przez lokomotywę OKz32 lub TKt1

- pociąg z transportem wojskowym z żołnierzami Wehrmachtu, złożony z wagonów towarowych i stalowych wagonów osobowych 4-osiowych, prawdopodobnie prowadzony przez parowóz serii 52 (Ty2)[1][2][4]

### Miejsce zderzenia pociągów
Jednotorowa, wówczas niezelektryfikowana, linia kolejowa z Kalwarii Zebrzydowskiej do Bielska, szlak Kalwaria Zebrzydowska – Klecza Górna, obecnie 7 km 323 m linii kolejowej nr 117, w bezpośrednim sąsiedztwie przystanku osobowego Barwałd Średni, przy wyjeździe z wąwozu, w pobliżu przejazdu kolejowo-drogowego.

### Okoliczności
Linia kolejowa łącząca Bielsko z Kalwarią została zajęta przez Niemców do 4 września 1939 roku. Natychmiast przystąpiono do naprawiania zniszczeń, w tym mostu kolejowego na Skawie w Wadowicach, który został wysadzony przez polskich saperów 3 września. Jesienią 1939 roku przywrócono ruch kolejowy. Pomimo wyposażenia linii w archaiczne systemy bezpieczeństwa, ruch na niej stał się bardzo intensywny ze względu na częste transporty towarowe, w tym wojskowe. Okupant nakazał powrót do pracy polskim kolejarzom zatrudnionym na niższych stanowiskach, natomiast stanowiska kierownicze objęli niemieccy kolejarze Deutsche Reichsbahn. W okresie poprzedzającym wypadek linie kolejowe regionu były wielokrotnie uszkadzane na skutek działań ruchu oporu. Niemcy wykorzystywali odcinek Spytkowice – Wadowice – Kalwaria jako alternatywę dla linii Skawina – Spytkowice – Oświęcim.

### Przebieg zdarzenia
24 listopada 1944 roku dyżurny ruchu w Wadowicach zawiadomił telefonicznie dyżurnego (Polaka) z Kalwarii Lanckorony (od 1992 Kalwaria Zebrzydowska Lanckorona) o przejeździe transportu wojskowego, który miał najwyższe pierwszeństwo, a następnie odprawił ten pociąg z rozkazem „A”. Rozkaz ten oznaczał przejechanie całego, 17-kilometrowego odcinka bez zatrzymania. Według relacji Ignacego Wielgusa (wówczas dyżurny ruchu na stacji w Stroniu) dyżurny Kalwarii Lanckorony nie wpisał otrzymanego rozkazu do książki zapowiadania pociągów. Prawdopodobnie nie zablokował również bloku dania zgody. Następnie, z nieznanych przyczyn, na krótki czas opuścił nastawnię. Zawiadowca stacji (Niemiec), zastępując dyżurnego, odprawił pociąg pospieszny relacji Zakopane – Kraków, również z rozkazem „A” na szlak zajęty przez pociąg wojskowy. Wyprawienie pociągu osobowego również wymagało uzyskania bloku zgody od dyżurnego z Wadowic, jednak prawdopodobnie tego nie wykonano, lub wykonano niezgodnie z procedurami. Pociąg osobowy został skierowany drogą okrężną przez Wadowice i Spytkowice z powodu wysadzenia poprzedniej nocy przepustu pomiędzy Kalwarią a Skawiną przez partyzantów.
Kiedy dyżurny ruchu powrócił, pociągu osobowego nie było już na stacji. Uświadomił on sobie niebezpieczeństwo zderzenia obu pociągów. Natychmiast powiadomił on telefonicznie dyżurnego w Kleczy Górnej, jednak informacja dotarła tam zbyt późno, gdy pociąg wojskowy minął już stację. Wiadomość dotarła w porę do dyżurnego stacji Kalwaria Zebrzydowska, która nie była wówczas wyposażona w semafory wjazdowe ani wyjazdowe. Dyżurny ruchu ostrzegał załogę pociągu przy użyciu czerwonej chorągiewki oraz okrzykami „Halt – Stój!”. Najprawdopodobniej maszynista i kierownik pociągu mający rozkaz „A” zlekceważyli te ostrzeżenia. W akcie desperacji, dyżurny Kalwarii Lanckorony wysłał w pościg za pociągiem osobowym parowóz przetokowy, który gwizdem starał się ostrzec przed niebezpieczeństwem. Maszynista nie usłyszał goniącej go lokomotywy (w momencie wypadku parowóz przetokowy od pociągu pasażerskiego dzieliło około 500 metrów). Podczas zderzenia, prędkość pociągu wojskowego, który jechał pod górę, nie była zbyt wysoka, w przeciwieństwie do pociągu osobowego, który wychodził z zakrętu na terenie o znacznym spadku wysokości z prędkością 60–70 km/h.
Huk słyszalny był w promieniu kilku kilometrów. Zdaniem świadków skutkiem zdarzenia był pożar obu parowozów, choć mógł to być jedynie widoczny żar palenisk po rozbiciu skrzyń ogniowych. Wagon bagażowy i dwa wagony pasażerskie (drewniane boczniaki z przodu składu) uległy całkowitemu zniszczeniu. Wagony „nur für Deutsche” wykoleiły się, ale ucierpiały w niewielkim stopniu. Stalowe pulmany, z których składał się pociąg wojskowy prawie całkiem ocalały, jednak w pierwszym wagonie za lokomotywą były ofiary śmiertelne wśród Niemców.

### Kontrowersje dotyczące przebiegu wydarzeń
Według Marka Ćwikły analiza ówczesnych przepisów ruchu i odległości między stacjami budzi wątpliwości co do przebiegu i przyczyn katastrofy przedstawionych powyżej. Autor monografii o linii kolejowej nr 117 twierdzi, że dyżurny ruchu w Kalwarii Lanckoronie nie mógł wyprawić pociągu na szlak bez zgody dyżurnego z Kalwarii Zebrzydowskiej. Tak samo dyżurny tej stacji, nie mógł tego zrobić bez zgody dyżurnego z Kleczy Górnej. Powinno to dotyczyć również drugiego pociągu. Zdaniem Ćwikły, jest niemożliwe, aby o obu pociągach nie wiedzieli dyżurni na wymienionych stacjach pośrednich. Powinni oni byli natychmiast zorientować się w sytuacji, podobnie jak dróżnicy na przejazdach.
Na podstawie lokalizacji stacji i kolizji wnioskuje on, że fizyczną możliwość zatrzymania pociągów mieli dyżurni obu wymienionych stacji. O ile maszynista transportu wojskowego mógł zlekceważyć dawane sygnały (np. obawiając się partyzanckiej zasadzki), o tyle maszynista składu cywilnego, wiozącego pasażerów, nie podjąłby takiej decyzji, w obawie o niebezpieczeństwo nagłego pojawienia się przeszkody.
W zaproponowanej wersji wydarzeń, pociąg osobowy miałby planowo zatrzymać się na stacji w Kalwarii Zebrzydowskiej i przepuścić uprzywilejowany pociąg wojskowy. Błąd popełniony w Lanckoronie polegałby wtedy na wypisaniu nieprawidłowego rozkazu „A”, na którego podstawie maszynista nie zatrzymał się na wymienionej stacji.

### Sprawstwo katastrofy
Do katastrofy doprowadził błąd dyżurnego ruchu (Polaka) oraz prawdopodobnie również zawiadowcy (Niemca) na stacji w Kalwarii Lanckoronie. Niemiecki sąd całkowitą winą obarczył dyżurnego ruchu i skazał go z tytułu sabotażu w trybie doraźnym na karę śmierci. Możliwe, że winę Niemca utajniono wobec polskiego personelu. Karę wykonano już następnego dnia, 25 listopada 1944 roku na terenie KL Auschwitz-Birkenau przez rozstrzelanie. Tak szybki wyrok budzi wątpliwości co do rzetelności dochodzenia, jako że zbadanie przebiegu i okoliczności wypadku powinno zająć więcej czasu niż tylko jeden dzień. Powód obarczenia dyżurnego ruchu całkowitą odpowiedzialnością za katastrofę mógł leżeć w przyczynie opuszczenia przez niego dyżurki.

## Akcja ratunkowa

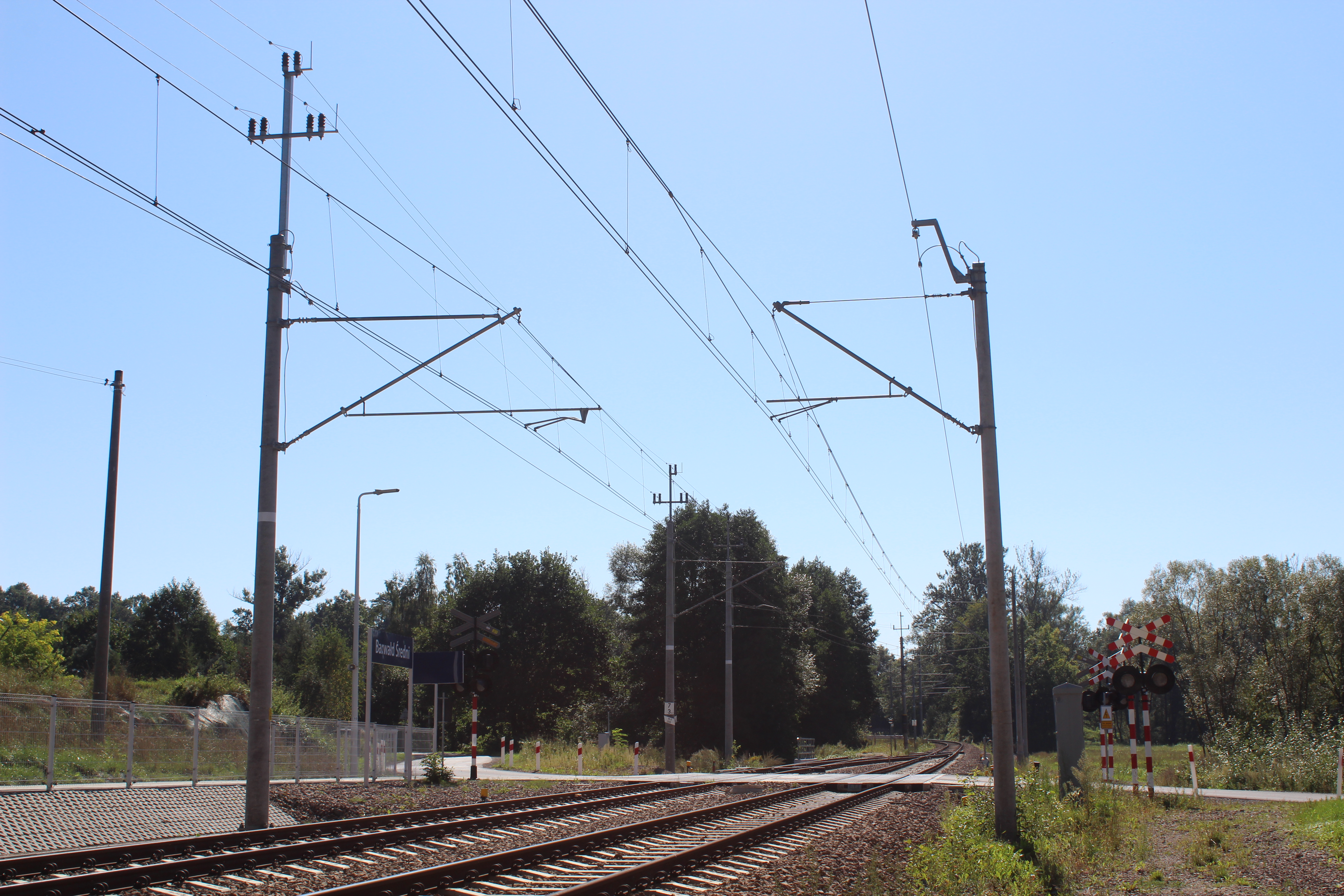
Przejazd kolejowo–drogowy na drodze do przysiółka Filkówka w pobliżu miejsca katastrofy (widok współczesny)

Jako pierwsi na miejsce zdarzenia przybyli okoliczni mieszkańcy z przysiółków: Filkówki, Kamionki, Krupinówki, Moskałówki i Smolikówki. Używając młotów, siekier i łomów odginali oni i cięli blachę, próbując wydostać rannych. Na miejsce przybyli również strażacy ochotnicy z Kalwarii Zebrzydowskiej i duchowieństwo. Jednakże skala katastrofy przekraczała ówczesne możliwości techniczne. Pomoc utrudniał brak sprzętu oraz środków medycznych służących w dezynfekcji i znieczuleniu. Za bandaże służyły podarte prześcieradła. Brak krwi do transfuzji spowodował wykrwawienie się wielu ofiar. Na miejsce przybyły jedynie dwie karetki i trzech lekarzy – Polaków. Akcję ratunkową utrudniał brak łączności, a nad grząskim terenem katastrofy szybko zapadał zmierzch. Do dworskiej stodoły w Barwałdzie Średnim, celem rozpoznania, przeniesiono ponad 40 zabitych, 15 złożono w budynkach parafii św. Erazma w Barwałdzie Dolnym. Niska, listopadowa temperatura zapobiegła wystąpieniu epidemii.
Najbliższym punktem pomocy medycznej był niewielki szpital przy klasztorze bonifratrów w Zebrzydowicach, odległy o około 6 kilometrów od miejsca katastrofy. W odległości 10 kilometrów znajdował się dawny szpital powiatowy w Wadowicach, kierowany przez doktora Józefa Sołtysika, wówczas nowocześnie wyposażony, z oddziałem chirurgicznym i salą operacyjną. Wadowice położone były jednak na terenie przyłączonym do Rzeszy Niemieckiej, a wypadek miał miejsce w Generalnym Gubernatorstwie. Z tego powodu z początku rannych Polaków odwożono jedynie do Zebrzydowic, a Niemców do Wadowic. Z Wadowic przybył również pociąg sanitarny, zabierając rannych i zabitych, ale tylko Niemców. Dopiero po uświadomieniu sobie ogromu katastrofy, Niemcy wydali polecenie o przewiezieniu nadmiaru rannych. W nocy z 24 na 25 listopada przetransportowano ich koleją w prymitywnych warunkach, w wagonach towarowych, wymoszczonych słomą, drogą okrężną przez Skawce, gdyż odcinek Kalwaria – Wadowice wciąż był nieprzejezdny. Na dworcu kolejowym w Wadowicach ofiary do karetek przenosili sanitariusze i niemieccy żołnierze, a akcją kierował osobiście doktor Sołtysik. Śmierć poniosło co najmniej pięciu z przywiezionych. Niektórzy z rannych (najpewniej Niemcy) zostali przewiezieni także do Andrychowa, Chrzanowa oraz szpitala polowego w Kalwarii Zebrzydowskiej. Część ofiar mogła zostać przewieziona także do innych szpitali.

## Ofiary
Dokładna liczba ofiar pozostaje niewiadomą. Chociaż zginęło co najmniej 60 osób, znanych jest jedynie 19 nazwisk. Zdaniem części relacji zebranych w opracowaniu Andrzeja Nowakowskiego liczba ofiar śmiertelnych mogła sięgnąć 134, poważnie rannych – około 100, a wszystkich rannych – 200 osób. Nieznana jest liczba wszystkich ofiar zmarłych w szpitalach, jak również dokładna liczba zabitych wśród Niemców, wyciąganych z pociągu wojskowego pod osłoną nocy.
Najwięcej zgonów związanych z katastrofą odnotowano w księdze zgonów parafii barwałdzkiej. Większość pochówków odbyła się, zgodnie z tradycją, w dwa dni po katastrofie. Część pogrzebów odbyła się jednak później. Identyfikacja zwłok była pełna trudności, część ofiar nie posiadała dokumentu tożsamości (tzw. kenkarty). Ofiary chowano na cmentarzu parafialnym w Barwałdzie Dolnym oraz w miejscowościach, z których pochodziły.
Pochodzenie ofiar to głównie południowe obszary Polski, w szczególności Podhale (wtedy dystrykt krakowski Generalnego Gubernatorstwa), a także dystrykty: Kielecki, Lubelski oraz Łódzki GG. Dla przynajmniej trzech zidentyfikowanych osób poprzednim miejscem zamieszkania była Warszawa bądź jej najbliższe okolice. Andrzej Nowakowski przypuszcza, że były to osoby przymusowo wysiedlone po upadku Powstania Warszawskiego.
Wśród ofiar znalazła się Helena Sopicka, żona Stanisława Antoniego Sopickiego, publicysty, redaktora dziennika „Polonia”, polityka chadeckiego, współpracownika Wojciecha Korfantego. Podróżowała razem z synem, 9-letnim Janem, który przeżył katastrofę.

### Lista nazwisk ofiar katastrofy na podstawie metryki zgonów parafii pw. św. Erazma w Barwałdzie Dolnym[1]
- Maria Broźna, lat 40, Nowy Targ
- Albina Maria Dudziak, lat 54, Bystra
- Maria Grabiec, lat 59, Grzechynia
- Maria Gronek, lat 41, Oleszno pow. Jędrzejów
- Felicja Jelińska, lat 54, Grocholice pow. Piotrków Trybunalski
- Maria Kasprzak, lat 34
- Jolanta Kłos, lat 25, Henryków k. Warszawy
- Barbara Kłos, lat 5, jw.[h]
- Józef Rypuszyński, lat 53, Tarnów
- Helena Sopicka, lat 35, Wadowice
- Antonina Stadnicka, lat 47, Kraków
- Anna Paulina Ziemiowicz, lat 54
- Teodor Zięba vel Ziemba, lat 38, Lublin
- NN – kobieta, około lat 30
- NN – kobieta, około lat 15

### Lista nazwisk ofiar katastrofy na podstawie księgi zgonów w Kalwarii Zebrzydowskiej[1]
- Leonard Zadziełko, lat 25, Warszawa
- Józef Orczykowski, wiek nieznany, Zamość

### Lista nazwisk ofiar katastrofy zmarłych w szpitalu w Wadowicach[1]
- Ludwik Butkiewicz, zm. 26 XI 1944, lat 58, Nowy Targ
- Julita Latos, zm. 26 XI 1944, lat 28, Limanowa
- Wawrzyniec Lizak, zm. 26 XI 1944, Wieprzec
- Alojza Mirocha, zm. 28 XI 1944, lat 28, Budzów

## Uczczenie pamięci ofiar

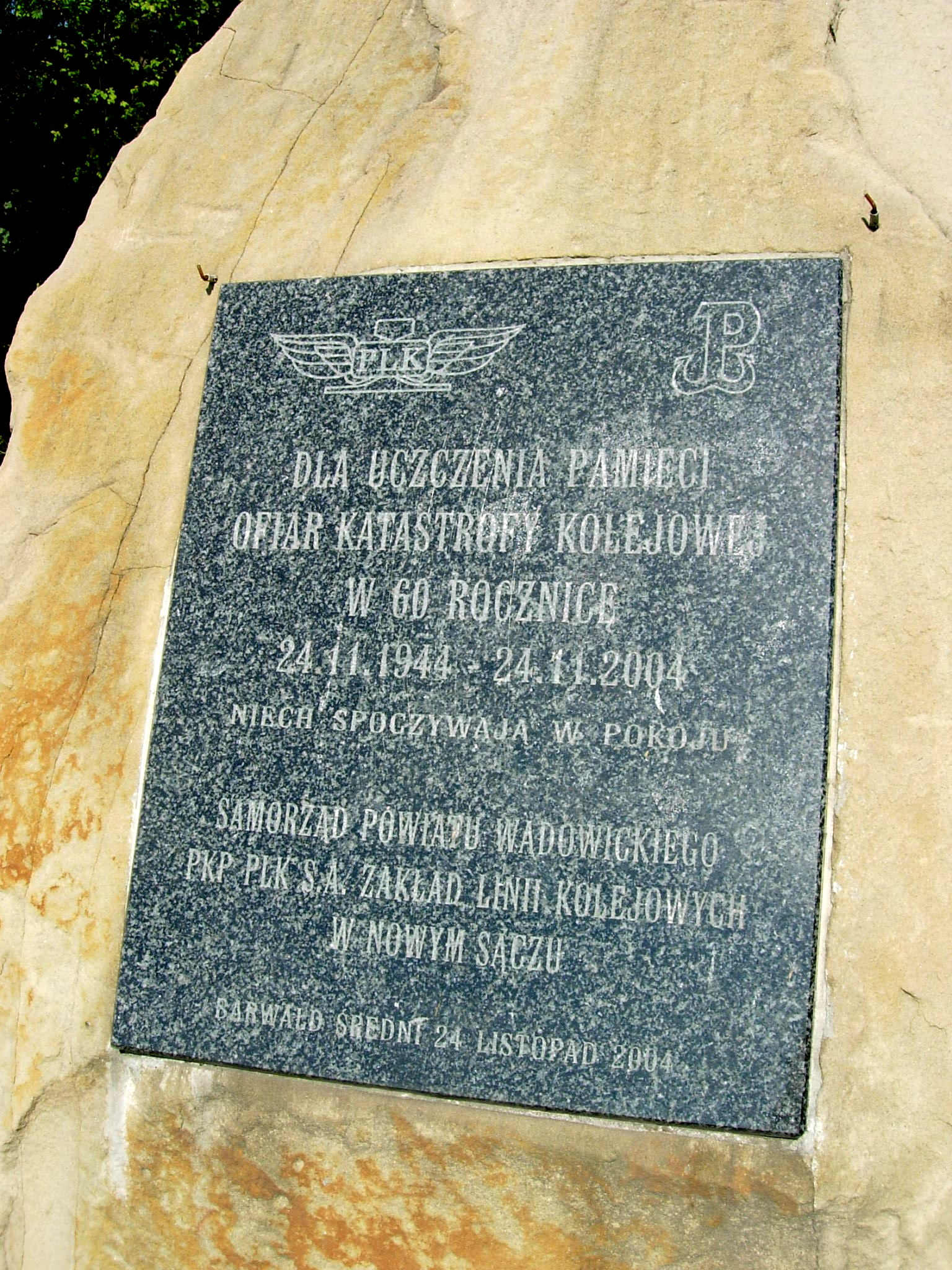
Tablica na monumencie

W okresie powojennym i warunkach Polski Ludowej powołanie niezależnej inicjatywy społecznej mającej na celu upamiętnienie ofiar katastrofy nie było możliwe, a lokalne władze PZPR nie podjęły się sprawy. Katastrofa stała się zapomniana i pozostawała obecna jedynie w ustnych przekazach mieszkańców Barwałdu i Wadowic. Dokładny przebieg katastrofy nie był szeroko znany, powszechne stały się legendy na ten temat. Nieczęste wzmianki w lokalnej prasie i opracowaniach wspominały jedynie o „wielkiej katastrofie pod koniec wojny” bez podawania szczegółów. Wyjątkiem jest tutaj opracowanie Gustawa Studnickiego z 1994 roku.
W 2004 roku Zarząd Powiatu Wadowickiego i Zakład Linii PKP PLK w Nowym Sączu wyszły z inicjatywą oddania czci ofiarom. Ideę wsparły władze samorządowe Kalwarii Zebrzydowskiej oraz miejscowego sołectwa. W przeddzień sześćdziesiątej rocznicy katastrofy, 23 listopada 2004 roku odsłonięto monument wykonany z piaskowca z barwałdzkiego kamieniołomu, autorstwa mgr inż. Haliny Jarosz wraz z tablicą pamiątkową następującej treści:
„Dla uczczenia pamięci ofiar katastrofy kolejowej w 60. rocznicę. 24.11.1944 – 24.11.2004. Niech spoczywają w pokoju. Samorząd powiatu wadowickiego PKP PLK SA Zakład Linii Kolejowych Nowy Sącz. Barwałd Średni, 24.11.2004 r.”
Odsłonięciu pomnika towarzyszyły uroczystości z wygłoszeniem prelekcji prof. Andrzeja Nowakowskiego na temat przebiegu katastrofy, który w 2008 roku wydał książkę na jej temat. Bieżącą opiekę nad monumentem sprawuje społeczność Szkoły Podstawowej im. św. Jana Kantego w Barwałdzie Średnim. Następne obchody organizowano przy okazji rocznic w 2014 i 2019 roku.
W 2021 roku w ramach projektu „Rewitalizacja linii kolejowej nr 117 odcinek Kalwaria Zebrzydowska Lanckorona – Wadowice – granica województwa” (Etap I) przeniesiono przystanek Barwałd Średni bliżej miejsca katastrofy. Na czas prac budowlanych pomnik zabezpieczono, nie zmieniając jego położenia. W 2023 roku przeprowadzono renowację monumentu obejmującą oczyszczenie tablicy pamiątkowej.
Monument od początku istnienia jest łatwo zauważalny dla pasażerów pociągów.